# Lochner v. New York
Lochner v. New York, 198 U, S. 45 (1905), ist eine Entscheidung des Obersten Gerichtshofs der Vereinigten Staaten. Sie gilt im Recht der Vereinigten Staaten als Meilenstein für die Rechtsprechung zum Arbeitsrecht. Der US Supreme Court entschied, dass Arbeitszeitbeschränkungen gegen den 14. Verfassungszusatz verstoßen. Die Entscheidung gilt heute als faktisch aufgehoben.
Eine Mehrheit von fünf Richtern war der Ansicht, dass ein Gesetz, das vorschreibt, dass die Arbeitszeit der Mitarbeiter in der Bäckerei weniger als 10 Stunden am Tag und 60 Stunden pro Woche betragen muss, gegen die due process-Klausel verstößt, die ihrer Meinung nach ein Grundrecht auf Vertragsfreiheit enthielt. Sie entschied, es bestehe deshalb ein „unangemessener, unnötiger und willkürlicher Eingriff in das Recht und die Freiheit des Einzelnen, Verträge abzuschließen“. Vier Richter lehnten diese Ansicht ab. Die Ablehnung von Oliver Wendell Holmes wurde zu einer der berühmtesten Meinungen in der US-Rechtsgeschichte.
Lochner ist eine der umstrittensten Entscheidungen in der Geschichte des Obersten Gerichtshofs, die für die folgende Ära, die Lochner-Ära namensgebend war. Während dieser Zeit erließ der Oberste Gerichtshof mehrere Entscheidungen, mit denen er Bundes- und Bundesstaatsgesetze für ungültig erklärte, die darauf abzielten, die Arbeitsbedingungen während der Progressive Era und der Great Depression zu regulieren. Diese Zeit endete mit der Entscheidung West Coast Hotel Co. v. Parrish (1937), in der der Oberste Gerichtshof die Verfassungsmäßigkeit der vom Staat Washington erlassenen Mindestlohn-Gesetzgebung bestätigte.

## Sachverhalt
Joseph Lochner war Inhaber von Lochner's Home Bakery in Utica. Er war der Ansicht, dass der New Yorker Bakeshop Act von 1895 verfassungswidrig sei. Der Bakeshop Act regelte die arbeitsschutzrechtlichen Voraussetzungen in Bäckereien und verbot es den Mitarbeitern, mehr als 10 Stunden am Tag oder 60 Stunden pro Woche in Bäckereien zu arbeiten. 1899 wurde Lochner angeklagt, gegen Art. 8 Kap. 415 § 110 des Gesetzes von 1897 verstoßen zu haben, indem er einem für ihn tätigen Mitarbeiter zu Unrecht und rechtswidrig erlaubt hatte, mehr als 60 Stunden in einer Woche zu arbeiten. Er erhielt eine Geldstrafe von $25 (800). Für einen zweiten Verstoß im Jahr 1901 verhängte der Oneida County Court gegen Lochner eine Geldstrafe von 50 Dollar (1.700). Lochner legte gegen seine zweite Verurteilung Berufung (appeal) ein. Die Verurteilung wurde jedoch von der Appellate Division des New York Supreme Court mit 3 zu 2 Stimmen bestätigt. Er legte erneut Berufung beim New York Court of Appeals ein, dem höchsten Gericht New Yorks, wo er mit 4 zu 3 Stimmen unterlag. Anschließend brachte er seinen Fall vor den Obersten Gerichtshof der Vereinigten Staaten.
Lochners Berufung stützte sich auf den Vierzehnten Zusatz zur US-Verfassung:

“[…] nor shall any State deprive any person of life, liberty, or property, without due process of law.”

In einer Reihe von Fällen, die mit Dred Scott v. Sandford (1857) begannen, stellte der Oberste Gerichtshof fest, dass die Due Process Clause (die sowohl im 5. als auch im 14. Zusatzartikel enthalten ist) nicht nur eine Verfahrensgarantie, sondern auch eine wesentliche substantielle Einschränkung der Eingriffe darstellt, die die Regierung gegenüber Einzelpersonen ausüben kann. Obwohl diese Interpretation der Due-Process-Klausel umstritten ist (siehe Substantial Due Process), war sie bis Ende des 19. Jahrhunderts fest in der amerikanischen Rechtsprechung verankert. Lochner argumentierte, dass das Recht auf Vertragsfreiheit eines der Rechte sei, das von einem materiellen Due Process umfasst sei.
In der wissenschaftlichen Debatte haben einige Beteiligte festgestellt, dass, als der vierzehnte Zusatzartikel 1868 angenommen wurde, 27 von 37 Staatsverfassungen Locke'sche Bestimmungen enthielten, die typischerweise sagten:

“All men are by nature free and independent, and have certain inalienable rights, among which are those of enjoying and defending life and liberty, acquiring and possessing and protecting property: and pursuing and obtaining safety and happiness.”

Da solche Klauseln "tief in der amerikanischen Geschichte und Tradition verwurzelt" ("deeply rooted in American history and tradition") waren, können sie als starkes Indiz für die ursprüngliche Bedeutung des Umfangs und der Art der Grundrechte, die durch den Vierzehnten Verfassungszusatz in den Augen der Richter der Lochner-Ära geschützt sind, gedeutet werden.
Der Oberste Gerichtshof hatte bereits sieben Jahre zuvor in Allgeyer v. Louisiana (1897) bejaht, dass die Due Process-Klausel ein Grundrecht auf Vertragsfreiheit enthielt. Das Gericht hatte jedoch einschränkend angenommen, dass das Recht nicht absolut war, sondern der police power der Bundesstaaten unterliege. Beispielsweise in Holden v. Hardy (1898) bestätigte der Oberste Gerichtshof ein Gesetz aus Utah, das einen achtstündigen Arbeitstag für Bergleute festlegte. In Holden schrieb Richter Henry Brown, dass

“the police power cannot be put forward as an excuse for oppressive and unjust legislation, it may be lawfully resorted to for the purpose of preserving the public health, safety, or morals.”

Die Frage, die der Oberste Gerichtshof in Lochner zu beantworten hatte, war, ob das Bäckereigesetz eine angemessene Ausübung der bundesstaatlichen police power darstellte.
Lochners Klage wurde von Henry Weismann vertreten, der einer der wichtigsten Befürworter des Bakeshop Act war, als er Sekretär der Journeymen Bakers' Union war. In seinem brief verurteilte Weismann die Idee, dass

“the treasured freedom of the individual […] should be swept away under the guise of the police power of the State.”

Er wies New Yorks Argument zurück, dass der Bakeshop Act eine notwendige Gesundheitsmaßnahme sei, indem er behauptete, dass die

“average bakery of the present day is well ventilated, comfortable both summer and winter, and always sweet smelling.”

Weismanns brief enthielt einen Anhang mit Statistiken, die zeigen, dass die Sterblichkeitsrate von Bäckern mit der von Angestellten vergleichbar war.

## Urteil
Der Oberste Gerichtshof entschied 5-4, dass das Gesetz zur Begrenzung der Arbeitszeit von Bäckern keine legitime Ausübung bundesstaatlicher police power darstellte und daher verfassungswidrig sei. Es stellte sich eindeutig hinter das Grundrecht der Vertragsfreiheit. Unequal bargaining power hielt es für irrelevant. Das Mehrheitsvotum des Gerichtshofs verfasste Richter Rufus Peckham.

### Harlans Minderheitsvotum
Richter John Marshall Harlan verfasste ein Minderheitsvotum, der sich die Richter Edward Douglass White und William R. Day anschlossen. Harlan behauptete, dass die Vertragsfreiheit der Regulierung durch einen Bundesstaat unterliege, wenn diese sich im Rahmen des bundesstaatlichen police powers bewege. Harlan bot die folgende Regel an, um festzustellen, ob solche Gesetze verfassungswidrig sind:

“The power of the courts to review legislative action in respect of a matter affecting the general welfare exists only "when that which the legislature has done comes within the rule that, if a statute purporting to have been enacted to protect the public health, the public morals or the public safety, has no real or substantial relation to those objects, or is, beyond all question, a plain, palpable invasion of rights secured by the fundamental law.”

Harlan argumentierte dafür, dass die Beweislast bei derjenigen Partei liegen sollte, die ein solches Gesetz für verfassungswidrig hält.
Harlans Votum war der Ansicht, dass das Gericht dem Argument des Staates, dass das Gesetz eine gültige Gesundheitsmaßnahme sei, die ein berechtigtes staatliches Interesse adressiere, nicht genügend Gewicht beigemessen habe. Harlan behauptete, es sei

“plain that this statute was enacted to protect the physical well-being of those who work in bakery and confectionery establishments.”

Als Reaktion auf die Behauptung der Mehrheit, dass der Beruf des Bäckers kein ungesunder Beruf sei, zitierte er ausführlich aus akademischen Studien, die die Atemwegserkrankungen und andere Risiken für Bäcker beschrieben. Er argumentierte, dass der Oberste Gerichtshof sich dem Urteil der New Yorker Legislative hätte unterwerfen sollen, dass lange Arbeitszeiten die Gesundheit der Bäckereimitarbeiter gefährden:

“If the end which the legislature seeks to accomplish be one to which its power extends, and if the means employed to that end, although not the wisest or best, are yet not plainly and palpably unauthorized by law, then the court cannot interfere.”

### Holmes Minderheitsvotum
Richter Oliver Wendell Holmes schrieb drei Absätze, in denen er die Mehrheit des judicial activism beschuldigte und behauptete, dass der Fall

“decided upon an economic theory which a large part of the country does not entertain.”

Er lehnte insbesondere ab, dass der vierzehnte Verfassungszusatz die Vertragsfreiheit festschrieb. Gesetze gegen Ladenöffnungszeit am Sonntag und Wucher seien "ancient examples" für das Gegenteil:

“The Fourteenth Amendment does not enact Mr. Herbert Spencer's Social Statics.”

Er betonte dass, "a constitution is not intended to embody a particular economic theory."

## Bedeutung und Vermächtnis
“The case is famous because there is virtually universal agreement among judges and scholars that it was incorrectly decided. More important, it is the case in which Justice Oliver Wendell Holmes wrote the most influential dissenting opinion in the Court's history.”

Die Rechtsprechung des Obersten Gerichtshofs zum due process in den nächsten drei Jahrzehnten war inkonsistent, aber er verfolgte in mehreren großen Arbeitsfällen nach "Lochner" eine enge Sichtweise auf die police powers der Staaten. In Coppage v. Kansas (1915) erklärte der Gerichtshof Gesetze für nichtig, die "yellow-dog contracts" verboten. Ebenso stellte der Gerichtshof in Adkins v. Kinderkrankenhaus (1923) fest, dass Mindestlohngesetze gegen die due process clause verstießen. Richter William Howard Taft verfasste ein Minderheitsvotum, indem er vorbrachte, dass der Gerichtshof vielmehr die Entscheidung in Lochner hätte aufheben sollen. Die Doktrin des substantial due process war mit einer engen Interpretation der Kompetenzen des Kongresses unter der commerce clause verbunden. Die Richter James McReynolds, George Sutherland, Willis Van Devanter und Pierce Butler waren in den 1920er und 1930er Jahren die wichtigsten Vertreter einer traditionellen Beschränkung der Regierungskompetenzen. Von Befürwortern des New Deal wurden sie Four Horsemen of Reaction bezeichnet. Alle vier galten als Vertreter der Grundsätze des laissez faire.
1934 entschied der Oberste Gerichtshof in Nebbia v. New York, dass es kein Grundrecht auf Vertragsfreiheit gibt. 1937 verwarf der Oberste Gerichtshof in West Coast Hotel Co. v. Parrish ausdrücklich seine Entscheidung in Adkins. Dies markiert das Ende der Lochner-Ära.
Obwohl der Oberste Gerichtshof Lochner nicht ausdrücklich aufgehoben hat, entschied er sich dazu, sich den Entscheidungen der staatlichen Gesetzgeber stärker unterzuordnen (judicial deferrence). Das Gericht hat einige Jahre später in Williamson v. Lee Optical of Oklahoma (1955) einen ökonomischen substantial due process zu Grabe getragen. In diesem Fall erklärte ein einstimmiger Oberster Gerichtshof,

“The day is gone when this Court uses the Due Process Clause of the Fourteenth Amendment to strike down state laws, regulatory of business and industrial conditions, because they may be unwise, improvident, or out of harmony with a particular school of thought.”

In einer Zeit, in der der politische Druck auf die Haltung der Justiz gegenüber dem New Deal zunahm, wurde der Rechtsprechungsschwenk des Gerichtshofs manchmal als "the switch in time that saved nine" bezeichnet.

### Der modernesubstantive due process
In der Zeit nach Lochner hat der Oberste Gerichtshof einen niedrigeren Überprüfungsstandard angewandt, um Beschränkungen der wirtschaftlichen Freiheit zu begegnen. Bei der Überprüfung von Rechtsvorschriften, die gegen die persönlichen Freiheiten verstoßen, wird ein höherer Standard verwandt. Eine Reihe von Fällen, die auf die Stellungnahme von Richter McReynolds aus dem Jahr 1923 in Meyer v. Nebraska zurückgehen und Lochner als Begrenzung der police powers zitieren, hat ein Recht auf Privatsphäre im Rahmen eines substanziellen Due Process eingeführt. In jüngster Zeit stellte der Gerichtshofe in Roe v. Wade (1973) der Oberste Gerichtshof fest, dass Frauen ein Recht auf Privatsphäre haben, um darüber zu entscheiden, ob eine Abtreibung durchgeführt werden soll oder nicht. 1992 bekräftigte Planned Parenthood v. Casey dieses Recht allerdings ohne Bezug auf ein Recht auf "Privatsphäre".

### Wissenschaftliche Aufarbeitung
Die Entscheidung des Obersten Gerichtshofs in Lochner v. New York wurde von Rechtswissenschaftlern kritisiert. Der Rechtsprofessor Bernard Siegan beschrieb es als "einen der am meisten verurteilten Fälle in der Geschichte der Vereinigten Staaten" ("one of the most condemned cases in United States history"). Laut dem Center for American Progress, einem linken Thinktank, verweisen Rechtsprofessoren oft auf Lochner, Plessy v. Ferguson oder Korematsu v. United States als Beispiele dafür "wie sich Richter nicht verhalten sollten".
Lochner wird manchmal als Kürzel für die konservative Verfassungslehre verwandt.
Sie ist jedoch auch von konservativen und libertären Juristen heftig kritisiert worden, weil das Lochner-Gericht sich auf substantive due process gestützt hat, eine Doktrin, die im Widerspruch zum ursprünglichen Verständnis der Verfassung steht. Zum Beispiel nannte der konservative Rechtswissenschaftler Robert Bork die Entscheidung ein "Greuel" ("abomination") und die "Quintessenz der gerichtlichen Machtverherrlichung" ("quintessence of judicial usurpation of power").
Ähnlich sagte der ehemalige Generalstaatsanwalt Edwin Meese, dass der Oberste Gerichtshof "ignored the limitations of the Constitution and blatantly usurped legislative authority." Siegan, ein selbsternannter Libertärer, beschrieb es als „a symbol of judicial dereliction and abuse.“
Die Entscheidung hat aber auch Verteidiger unter Libertären gefunden: das Cato-Institut und die Wissenschaftler Richard A. Epstein und Randy Barnett argumentieren, dass Lochner zurecht  wirtschaftlichen Freiheit geschützt hat. Randy Barnett hat vorgebracht, dass die Vermutung von Lochner zugunsten der Vertragsfreiheit grundsätzlich richtig war; die Entscheidung sei nur insofern falsch, als sie die Fehlinterpretation des 14. Verfassungszusatzes aus den Slaughter-House Cases fortgesetzt habe. Laut Barnett ist die Vertragsfreiheit ordnungsgemäß in der Privileges or Immunities Clause enthalten, nicht in der Due-Process-Klausel des 14. Verfassungszusatz. David Bernstein vertritt in Rehabilitating Lochner: Defending Individual Rights Against Progressive Reform, dass die Entscheidung in Lochner sich zutreffend auf Präzedenzfälle des Obersten Gerichtshofs stützen kann und dass die Betonung der Grenzen der police powers der Bundesstaaten die frühen Bürgerrechte und Bürgerrechtsfälle des Gerichtshofs beeinflusst habe.